# アンヌ・ガレタ
アンヌ・F・ガレタ（Anne F. Garréta、1962年 - ）はフランスの小説家。2000年に文学グループ「ウリポ」に参加。2002年にメディシス賞を受賞し、同賞の審査員を務める。フランスとアメリカの大学で教鞭を執る。

## 略歴
1962年、アンヌ・フランソワーズ・ガレタ（Anne Françoise Garréta）としてパリに生まれる。
高等師範学校卒業後、ソルボンヌ大学で学士号、パリ・ディドロ大学（パリ第7大学）で修士号および専門研究課程修了証（Diplôme d'études approfondies）を取得。渡米し、1988年にニューヨーク大学で博士号を取得。博士論文は『小説の終焉、17-18世紀 - テクストの場の文体論、修辞学、詩学（Fins de romans, XVIIe-XVIIIe siècles. Stylistique, rhétorique, poétique d’un lieu textuel）』として同大学の出版局から刊行された。
1990年からプリンストン大学、次いでバージニア大学、さらにデューク大学で文学を教え、1995年からレンヌ第二大学でも教鞭を執る。近年はパリ・ディドロ大学でも教えている。
1986年に処女作『スフィンクス』をグラッセ出版社から発表。主人公とその恋人について、フランス語の文法性（男性名詞・女性名詞および形容詞などの性の一致）を一切排除しているため、性別が不明である。この意味で、「レズビアンは女ではない」と言ったモニック・ウィティッグは彼女にとって重要な存在だという。
1993年にウィーン（オーストリア）で詩人のジャック・ルーボーと出会い、1994年3月と2000年5月にルーボーの詩のセミネールに招かれ自作で使用した「制約」について発表した 。「制約」とは、言語に制約をかけること、すなわち、『スフィンクス』における文法性の排除のことである。2000年から文学グループ「ウリポ」に参加。2009年にルーボーとの共著『憂鬱なエロス（Éros mélancolique）』を発表した。
2002年、『一日たりとも（Pas un jour）』でメディシス賞を受賞。現在、同賞の審査員を務めている。

## 邦訳
- 『スフィンクス』吉田暁子訳、新潮社、1991年
- 『『失われた時を求めて』殺人事件』高柳和美訳、水声社、叢書フィクションの楽しみ、2018年

## 著作
- Sphinx, Grasset, 1986 - 邦題『スフィンクス』
- Pour en finir avec le genre humain, éditions François Bourin, 1987
- Ciels liquides, Grasset, 1990
- La Décomposition, Grasset, 1999 - 邦題『『失われた時を求めて』殺人事件』
- Pas un jour, Grasset, 2002
- Éros mélancolique, Grasset, 2009 - ジャック・ルーボーとの共著
- Dans l'béton, Grasset, 2017